# Marco Albarello
Marco Albarello (* 31. Mai 1960 in Aosta) ist ein ehemaliger italienischer Skilangläufer.
Er gehörte in den späten 1980er und in den 1990er Jahren zu den besten Skilangläufern überhaupt. So wurde er bei den Weltmeisterschaften 1987 Weltmeister über 15 Kilometer. Bei den Olympischen Spielen 1994 gewann er zusammen mit der italienischen Staffel die Goldmedaille vor den favorisierten Norwegern.
Nach Beendigung seiner aktiven Athletenkarriere Albarello ist Oberstabsfeldwebel in der Sportfördergruppe der italienischen Alpini. Er leitete dort den Bereich der nordischen Disziplinen. Nachher war er bis Mai 2007 technischer Leiter der italienischen Langlauf-Nationalmannschaft. Viele Erfolge haben seine Athleten erreicht (S. Olympische Winterspiele 2006 in Turin).

## Erfolge

### Olympische Winterspiele
- 1992 in Albertville:
Silber über 10 km (klassischer Stil)
Silber mit der Staffel (Giuseppe Puliè, Marco Albarello, Giorgio Vanzetta, Silvio Fauner)
- 1994 in Lillehammer:
Gold mit der Staffel (Maurilio De Zolt, Marco Albarello, Giorgio Vanzetta, Silvio Fauner)
Bronze über 10 km (klassischer Stil)
- 1998 in Nagano:
Silber mit der Staffel (Marco Albarello, Fulvio Valbusa, Fabio Maj, Silvio Fauner)

### Weltmeisterschaften
- 1985 in Seefeld: Silber mit der Staffel (Marco Albarello, Giorgio Vanzetta, Maurilio De Zolt, Giuseppe Ploner)
- 1987 in Oberstdorf: Gold über 15 km klassisch
- 1993 in Falun: Silber mit der Staffel (Maurilio De Zolt, Marco Albarello, Giorgio Vanzetta, Silvio Fauner)
- 1995 in Thunder Bay: Bronze mit der Staffel (Fulvio Valbusa, Marco Albarello, Fabio Maj, Silvio Fauner)

### Weltcupsiege im Einzel
| Nr. | Datum            | Ort        | Disziplin                         |
| --- | ---------------- | ---------- | --------------------------------- |
| 1.  | 15. Februar 1987 | Oberstdorf | 15 km klassisch Individualstart 1 |
| 2.  | 9. Januar 1993   | Ulrichen   | 15 km klassisch Individualstart   |

### Weltcup-Gesamtplatzierungen
| Saison  | Gesamt | Gesamt | Langdistanz | Langdistanz | Sprint | Sprint |
| Saison  | Punkte | Platz  | Punkte      | Platz       | Punkte | Platz  |
| ------- | ------ | ------ | ----------- | ----------- | ------ | ------ |
| 1983/84 | 4      | 54.    | –           | –           | –      | –      |
| 1984/85 | 9      | 49.    | –           | –           | –      | –      |
| 1985/86 | 10     | 33.    | –           | –           | –      | –      |
| 1986/87 | 27     | 21.    | –           | –           | –      | –      |
| 1987/88 | 15     | 26.    | –           | –           | –      | –      |
| 1988/89 | 12     | 31.    | –           | –           | –      | –      |
| 1989/90 | 1      | 60.    | –           | –           | –      | –      |
| 1990/91 | 62     | 9.     | –           | –           | –      | –      |
| 1991/92 | 42     | 10     | –           | –           | –      | –      |
| 1992/93 | 351    | 5.     | –           | –           | –      | –      |
| 1993/94 | 170    | 14.    | –           | –           | –      | –      |
| 1994/95 | 152    | 20.    | –           | –           | –      | –      |
| 1995/96 | 81     | 37.    | –           | –           | –      | –      |
| 1996/97 | 76     | 35.    | 9           | 48.         | 61     | 21.    |
| 1997/98 | 68     | 35.    | 38          | 27.         | 30     | 38.    |

## Auszeichnungen
- 1994: Weltmannschaft des Jahres mit der italienischen Skilanglaufstaffel bei der Wahl der Gazzetta dello Sport (gemeinsam mit Maurilio De Zolt, Giorgio Vanzetta und Silvio Fauner)